# Elpídio Silva
Elpídio Silva (sinh ngày 19 tháng 7 năm 1975) là một cầu thủ bóng đá người Brasil.

## Sự nghiệp câu lạc bộ
Elpídio Silva đã từng chơi cho Kashiwa Reysol.

## Thống kê câu lạc bộ

### J.League
| Đội            | Năm       | J.League | J.League | J.League Cup | J.League Cup | Tổng cộng | Tổng cộng |
| Đội            | Năm       | Trận     | Bàn      | Trận         | Bàn          | Trận      | Bàn       |
| -------------- | --------- | -------- | -------- | ------------ | ------------ | --------- | --------- |
| Kashiwa Reysol | 1997      | 12       | 8        | 2            | 0            | 14        | 8         |
| Kashiwa Reysol | 1998      | 10       | 2        | 0            | 0            | 10        | 2         |
| Tổng cộng      | Tổng cộng | 22       | 10       | 2            | 0            | 24        | 10        |